# Lijst van National Historic Landmarks in Californië

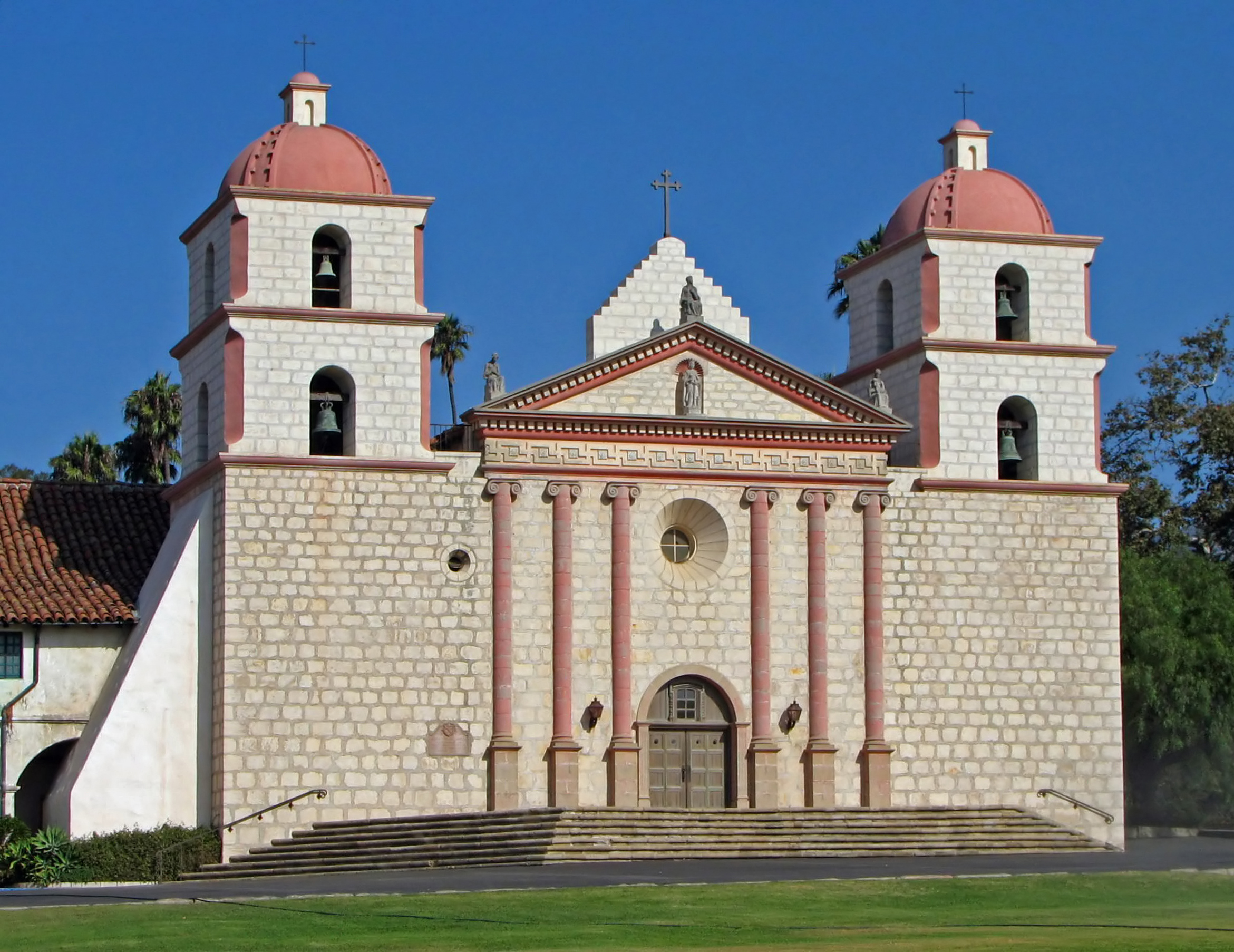
De Santa Barbara-missie was het eerste bouwwerk in Californië dat als National Historic Landmark werd aangewezen.

In de Amerikaanse staat Californië bevinden zich 146 National Historic Landmarks (NHL). Het National Historic Landmark-programma staat onder het toezicht van de National Park Service en erkent over het hele land bouwwerken, districten en objecten die van nationaal historisch belang zijn. Met 146 zulke monumenten is Californië de 4e staat van de Verenigde Staten, na de drie oostelijke staten New York, Massachusetts en Pennsylvania.
De National Historic Landmarks van Californië geven iets prijs over de diversiteit van de staat en haar geschiedenis: er zijn monumenten die te maken hebben met de inheemse volkeren, de Spaanse en Mexicaanse periodes, de goud- en zilverkoortsen, de maritieme geschiedenis, het ruimtevaarttijdperk en verschillende andere periodes en thema's. Er zijn monumenten in 37 van de 58 county's. Er zijn het meeste monumenten in Los Angeles County (22), San Francisco (18) en San Diego County (17), gevolgd door Alameda, Sacramento en Santa Barbara County met 8 monumenten elk. Mariposa is de county met het meeste noteringen in verhouding tot het bevolkingsaantal, terwijl de dichtheid het grootst is in San Francisco.
Het National Historic Landmark-programma is een van verschillende erkenningen voor onroerend erfgoed in de Verenigde Staten. Federaal is er het National Register of Historic Places, waarop alle National Historic Landmarks automatisch genoteerd staan; op staatsniveau bestaan er California Historical Landmarks, Points of Historical Interest en het Register of Historical Resources. Lokale overheden hebben soms ook een eigen aanduiding. Zo heeft San Francisco Designated Landmarks en houdt Los Angeles Historic-Cultural Monuments bij. Veel plaatsen en gebouwen hebben meerdere noteringen.

## Huidige monumenten
| Naam                                                               | Foto | Sinds             | Plaats                                                 | County                               | Beschrijving |
| ------------------------------------------------------------------ | ---- | ----------------- | ------------------------------------------------------ | ------------------------------------ | --- |
| The Abbey, Joaquin Miller House                                    |      | 29 december 1962  | Oakland 37° 48' 38" NB, 122° 11' 35" WL                | Alameda                              | De Amerikaanse dichter Joaquin Miller (1837–1913) woonde in dit eenvoudige victoriaanse huisje van 1886 tot aan zijn dood in 1913. Miller, bijgenaamd Poet of the Sierras, wordt beschouwd als de eerste grote dichter van de frontier. |
| The Ahwahnee                                                       |      | 28 mei 1987       | Yosemite National Park 37° 44' 46" NB, 119° 34' 28" WL | Mariposa                             | Monumentaal 'grand hotel' in Yosemite ontworpen door Gilbert Stanley Underwood in National Park Rustic-stijl. De interieurs werden ontworpen door Phyllis Ackerman en Arthur Upham Pope en voorzien van kunst uit de periode. Het hotel opende in 1927. |
| Alcatraz Island                                                    |      | 17 januari 1986   | San Francisco 37° 49' 36" NB, 122° 25' 22" WL          | San Francisco                        | Op Alcatraz, een klein eiland in de baai van San Francisco, stond in de 19e eeuw de eerste Amerikaanse vuurtoren langs de westkust. Aan het begin van de Burgeroorlog was Alcatraz een innovatief fort in de belangrijkste haven van de westkust. Het was de eerste militaire gevangenis van het land en werd later een gevangenis voor burgers, berucht om de misdadigers van het gangstertijdperk die er opgesloten werden. Sinds de sluiting is Alcatraz een toeristische attractie. |
| Alma (schoener)                                                    |      | 7 juni 1988       | San Francisco 37° 48' 37" NB, 122° 25' 22" WL          | San Francisco                        | Schoener uit 1891 die gebruikt werd in de baai van San Francisco en de Sacramento-San Joaquindelta. De Alma is de laatste van een type schoeners dat van de koloniale periode tot de 20e eeuw wijdverspreid was in de Verenigde Staten. Sinds 1958–1959 is de Alma onderdeel van het San Francisco Maritime National Historical Park. |
| Angelus Temple                                                     |      | 27 april 1992     | Los Angeles 34° 4' 35" NB, 118° 15' 39" WL             | Los Angeles                          | Kerk gebouwd door en voor Aimee Semple McPherson (1890–1944), een radio-evangeliste. McPherson was de eerste vrouw die een FCC-radiolicentie verkreeg, een pionier in religieuze radio en de eerste die technieken uit de entertainmentwereld van Hollywood en het vaudevilletheater betrok in haar uitzendingen. De Angelus Temple fungeerde als haar uitvalsbasis en als een gemeenschapscentrum voor migranten uit het Midden-Westen. |
| Juan de Anza House                                                 |      | 15 april 1970     | San Juan Bautista 36° 50' 37" NB, 121° 32' 8" WL       | San Benito                           | Klein adobe huis met één bouwlaag. Het huis is gebouwd in een stijl die typisch is voor de Mexicaanse periode. Het werd later, in de jaren 1850, vergroot en 'veramerikaniseerd', zoals dat met vele oude Mexicaanse woningen gebeurde. |
| Aquatic Park Historic District                                     |      | 28 mei 1987       | San Francisco 37° 48' 23" NB, 122° 25' 26" WL          | San Francisco                        | Strand, pier en openbaar badhuis gebouwd door de WPA in 1936. Het goed bewaarde geheel van gebouwen en landschap vormt een uitstekend voorbeeld van de Streamline Moderne-stijl en is uniek aan de westkust. Ook bewaard zijn muurschilderingen en kunst van onder andere Hilaire Hiler, Sargent Johnson, Beniamino Bufano, Richard Ayer en Charles Nunemaker. Tijdens de Tweede Wereldoorlog was de luchtverdediging van de westkust hier gevestigd. Het hoofdgebouw is in gebruik als museum van het San Francisco Maritime National Historical Park.                                                                                         |
| Asilomar Conference Grounds                                        |      | 27 februari 1987  | Pacific Grove 36° 37' 11" NB, 121° 55' 53" WL          | Monterey                             | Congrescentrum en resort in arts-and-craftsstijl, tussen 1913 en 1928 gebouwd voor de YWCA naar een ontwerp van architecte Julia Morgan (1872–1957). De YWCA was actief in lokale afdelingen vanaf de jaren 1860, maar begon zich begin 20e eeuw nationaal in te zetten voor de opleiding en ontspanning van vrouwen; Asilomar was een van de eerste tekenen daarvan. De bouw gaf een impuls aan de verdere ontwikkeling van resorts op het schiereiland van Monterey. De architectuur wordt gezien als kenmerkend voor de rustieke arts-and-craftsstijl en voor het werk van Morgan, een van de eerste vooraanstaande vrouwelijke architecten. |
| Balboa Park                                                        |      | 22 december 1977  | San Diego 32° 43' 53" NB, 117° 8' 43" WL               | San Diego                            | Groot stadspark en het culturele hart van San Diego. Het wordt beschouwd als een van de fijnste parklandschappen in de Verenigde Staten. De Panama-California Exposition van 1915–1916 en de California Pacific International Exposition van 1935–1936 vonden er plaats en laten veel bouwwerken achter, veelal in de kenmerkende Spanish Colonial Revival-stijl. |
| Balclutha                                                          |      | 4 februari 1985   | San Francisco 37° 48' 35" NB, 122° 25' 21" WL          | San Francisco                        | Het enige overblijvende schip met razeilen in de San Francisco Bay Area. De Balclutha werd in 1886 gebouwd en heeft op verschillende handelsroutes gevaren. Nu maakt het schip deel uit van het San Francisco MNHP. |
| Baldwin Hills Village                                              |      | 3 januari 2001    | Baldwin Hills 34° 1' 11" NB, 118° 21' 39" WL           | Los Angeles                          | Complex van 627 condo's gebouwd tussen 1935 en 1942. Het was een van de eerste nieuwe geplande gemeenschappen. Tegenwoordig heet de buurt Village Green. |
| Hubert H. Bancroft Ranch House                                     |      | 29 december 1962  | Spring Valley 32° 44' 44" NB, 117° 0' 6" WL            | San Diego                            | Adobe huis van de historicus en etnoloog Hubert Howe Bancroft, die verschillende boeken over de geschiedenis van de Stille Oceaankust en over de indiaanse cultuur uitgaf. |
| Bank of Italy Building                                             |      | 2 juni 1978       | San Francisco 37° 47' 41" NB, 122° 24' 11" WL          | San Francisco                        | De hoofdzetel van de Bank of Italy (de voorganger van de Bank of America) van 1908 tot 1921. Het gebouw huisvest tegenwoordig een bankkantoor. |
| Aline Barnsdall Complex (Hollyhock House)                          |      | 29 maart 2007     | Los Angeles 34° 5' 60" NB, 118° 17' 40" WL             | Los Angeles                          | Huis ontworpen door Frank Lloyd Wright en tussen 1919 en 1921 gebouwd voor Aline Barnsdall. Nu is Hollyhock House, zoals het ook wordt genoemd, het centrale bouwwerk in het Barnsdall Art Park. |
| Berkeley (veerboot)                                                |      | 14 december 1990  | San Diego 32° 43' 15" NB, 117° 10' 26" WL              | San Diego                            | Eerste veerboot aan de westkust die door een scheepsschroef werd voortgestuwd. Tegenwoordig maakt het schip deel uit van het Maritime Museum van San Diego. |
| Big Four House                                                     |      | 4 juli 1961       | Sacramento 38° 35' 5" NB, 121° 30' 16" WL              | Sacramento                           | Huis uit 1852. Collis Huntington, Mark Hopkins, Leland Stanford en Charles Crocker richtten hier de Central Pacific en Southern Pacific Railroads op. |
| Bodie Historic District                                            |      | 4 juli 1961       | Bodie 38° 12' 44" NB, 119° 0' 44" WL                   | Mono                                 | Dorpje dat in 1859 werd opgericht en door de goldrush een boomtown werd. Het wordt tegenwoordig als staatspark bewaard in staat van arrested decay: de huizen worden niet gerestaureerd naar oorspronkelijke staat, maar verder verval wordt tegengehouden. |
| Borax Lake Site                                                    |      | 20 september 2006 | Clearlake 38° 59' 1" NB, 122° 39' 44" WL               | Lake                                 | Archeologische vindplaats die als model wordt beschouwd voor de unieke cultuur, het zogenaamde Post Pattern, van een Paleo-indiaanse Clovisvolk. |
| Bradbury Building                                                  |      | 5 mei 1977        | Los Angeles 34° 3' 2" NB, 118° 14' 52" WL              | Los Angeles                          | Architecturaal waardevol bouwwerk uit 1893 in Italiaanse Renaissancestijl. Bekend voor de opvallende interieurs en kooiliften. Er werden scènes uit verschillende films opgenomen, zoals Blade Runner. |
| Luther Burbank House and Garden                                    |      | 19 juni 1964      | Santa Rosa 38° 26' 10" NB, 122° 42' 42" WL             | Sonoma                               | Stadspark met daarin de voormalige woning, serre, tuin en graf van de Amerikaanse horticulturist Luther Burbank. |
| C.A. Thayer (schoener)                                             |      | 13 november 1966  | San Francisco 37° 47' 44" NB, 122° 24' 27" WL          | San Francisco                        | Schoener uit 1895 die nu deel uitmaakt van het San Francisco MNHP. Het schip werd gebruikt in de houthandel tussen San Francisco, Washington, Oregon en Noord-Californië. |
| California Powder Works Bridge                                     |      | 27 februari 2015  | Santa Cruz 37° 1′ NB, 122° 3′ WL                       | Santa Cruz                           | Overdekte brug die de California Powder Works in 1872 over de San Lorenzo bouwde. Het is een van de best bewaarde voorbeelden van een vakwerkbrug van het type Smith. |
| San Carlos Borromeo de Carmelo-missie (Carmel Mission)             |      | 9 oktober 1960    | Carmel-by-the-Sea 36° 32' 34" NB, 121° 55' 13" WL      | Monterey                             | De tweede rooms-katholieke missiekerk in Californië. Padre Fermín Lasuén verbleef er toen hij presidente was van de franciscaanse missies. De missie werd vernield in de 19e eeuw en heropgebouwd in 1884 en 1920. |
| Carrizo Plain Archeological District                               |      | 2 maart 2012      | San Luis Obispo 35° 11' 29" NB, 119° 47' 34" WL        | San Luis Obispo                      | Kwetsbaar graslandgebied van archeologische, historische en geologische waarde. De San Andreasbreuk is er duidelijk in het landschap te zien. |
| Jose Castro House                                                  |      | 15 mei 1970       | San Juan Bautista 36° 50' 41" NB, 121° 32' 9" WL       | San Benito                           | Historisch adobe huis gebouwd door José Castro, Commandante General van het Mexicaanse leger in Alta California ten tijde van de Bear Flag Revolt en de Mexicaans-Amerikaanse Oorlog. De woning maakt deel uit van het San Juan Bautista Historic District. |
| Chicano Park                                                       |      | 23 december 2016  | San Diego 32° 42' 1" NB, 117° 8' 37" WL                | San Diego                            | Park dat tot stand kwam na buurtprotest tegen de aanleg van een parkeerterrein en politiekantoor. Levendige muurschilderingen vieren de Mexicaanse en Chicano cultuur. |
| Coloma                                                             |      | 4 juli 1961       | Coloma 38° 48' 9" NB, 120° 53' 41" WL                  | El Dorado                            | Plaats waar de Californische goudkoorts begon toen James W. Marshall er op 24 januari 1848 goud vond in Sutter's Mill. Tegenwoordig is Coloma een spookdorpje. Het maakt deel uit van het Marshall Gold Discovery State Historic Park. |
| Columbia Historic District                                         |      | 4 juli 1961       | Sonora                                                 | Tuolumne                             | Slechts twee jaar nadat er goud werd ontdekt in Columbia, was het de derde grootste stad van Californië. Het historische district, nu een open museum, is de best bewaarde goudzoekersstad van Californië. |
| Commander's House, Fort Ross                                       |      | 15 mei 1970       | Fort Ross 38° 30' 52" NB, 123° 14' 36" WL              | Sonoma                               | Het enige resterende oorspronkelijke bouwwerk in Fort Ross, gebouwd door de Russen in 1812. Ook bekend als Rotchev House. Fort Ross is ook als geheel erkend als National Historic Landmark. |
| Coso Rock Art District                                             |      | 19 juli 1964      | Naval Air Weapons Station China Lake                   | Inyo                                 | Locatie met meer dan 20.000 petrogliefen van inheemse Amerikanen. Het Coso Rock Art District is de voortzetting van twee voormalige NHL's: Big and Little Petroglyph Canyons. Gelegen op het terrein van het Naval Air Weapons Station China Lake. |
| Donner Camp                                                        |      | 20 januari 1961   | Truckee                                                | Nevada                               | Staatspark (Donner Memorial State Park) met museum en monument ter nagedachtenis van de Donner Party, een groep pioniers die tijdens de winter van 1846-1847 vast raakten in de bergen en genoodzaakt werden aan kannibalisme te doen om te overleven. |
| Drakes Bay Historic and Archeological District                     |      | 16 oktober 2012   | Point Reyes Station                                    | Marin                                | Geheel van 17 locaties die te maken hebben met de landing van Sir Francis Drake in wat hij Nova Albion noemde en met de eerste contacten tussen de Europeanen en de inheemse volkeren. Het 24 km² grote district maakt deel uit van de Point Reyes National Seashore. De nominatieprocedure voor dit NHL begon al in 1994. Specialisten besloten unaniem dat Drakes Bay de meest waarschijnlijke landingsplaats van Francis Drake is. |
| Eames House (Case Study House 8)                                   |      | 20 september 2006 | Pacific Palisades                                      | Los Angeles                          | Modern huis uit 1949 ontworpen door en voor het designkoppel Charles en Ray Eames. Het is het achtste van de Case Study Houses, een aantal experimenten in residentiële architectuur opgezet door het tijdschrift Arts and Architecture. |
| Elmshaven (Ellen White House)                                      |      | 4 november 1993   | St. Helena 38° 32' 14" NB, 122° 28' 43" WL             | Napa                                 | Ellen White, een religieus leidster, leefde en werkte hier van in 1900 tot aan haar dood in 1915. White speelde een cruciale rol in de groei van de Seventh-day Adventist Church. |
| Estudillo House                                                    |      | 15 april 1970     | San Diego                                              | San Diego                            | Adobe huis uit 1827. Het werd als een van de meest verfijnde huizen van Mexicaanse Californië beschouwd. |
| Eureka (veerboot)                                                  |      | 4 februari 1985   | San Francisco 37° 48' 34" NB, 122° 25' 18" WL          | San Francisco                        | Raderstoomboot die in 1890 door de San Francisco and North Pacific Railroad Company gebouwd werd. De boot deed dienst tussen San Francisco en Tiburon (later Sausalito). De Eureka maakt nu deel uit van het San Francisco MNHP. |
| USCGC Fir                                                          |      | 27 april 1992     | Rio Vista                                              | Sacramento                           | Een lighthouse tender (een schip dat vuurtorens onderhoudt en ondersteunt) van de US Lighthouse Service. De Fir werd in 1982 als laatste zulke schip uit dienst genomen. |
| First Church of Christ, Scientist                                  |      | 22 december 1977  | Berkeley                                               | Alameda                              | Kerkgebouw ontworpen door Bernard Ralph Maybeck, architect van onder meer het Palace of Fine Arts. |
| James C. Flood Mansion                                             |      | 13 november 1966  | San Francisco                                          | San Francisco                        | Villa van zilverbaron James Clair Flood. Eerste bouwwerk ten westen van de Mississippi in brownstone en een van de weinig gebouwen op Nob Hill die de aardbeving en brand van 1906 overleefd hebben. Na de aardbeving werd het gebouw het clubhuis van de Pacific-Union Club. |
| Folsom Powerhouse                                                  |      | 29 mei 1981       | Folsom                                                 | Sacramento                           | Elektriciteitscentrale uit de late 19e eeuw, gebouwd door gevangenen van de Folsom State Prison. De centrale opereerde van 1895 tot 1952 en is sinds 1956 erkend als Folsom Powerhouse State Historic Park. |
| Fort Ross                                                          |      | 5 november 1961   | Fort Ross 38° 30' 51" NB, 123° 14' 37" WL              | Sonoma                               | Nederzetting en fort in 1812 opgericht door Ivan Kuskov van de Russisch-Amerikaanse Compagnie. De Russen verbleven er tot aan het begin van de jaren 1840, toen John Sutter het overkocht. De nederzetting en de natuur vormen samen het Fort Ross State Historic Park. |
| Fresno Sanitary Landfill                                           |      | 7 augustus 2001   | Fresno                                                 | Fresno                               | Voormalige stortplaats uit 1937 en de eerste moderne vuilnishoop in de Verenigde Staten. |
| Gamble House                                                       |      | 22 december 1977  | Pasadena                                               | Los Angeles                          | Meesterwerk van de arts-and-craftsbeweging met invloeden van Japanse esthetische idealen. |
| Rafael Gonzalez House                                              |      | 15 april 1970     | Santa Barbara                                          | Santa Barbara                        | Historisch huis dat in rond 1825 door Don Rafael Gonzales werd gebouwd. Typisch voorbeeld van de adobe dorpshuizen uit de Mexicaanse periode. |
| Rancho Guajome Adobe                                               |      | 15 april 1970     | Vista                                                  | San Diego                            | Spaans-koloniale haciënda met twee binnenplaatsen. |
| Gunther Island Site 67                                             |      | 19 juli 1964      | Eureka                                                 | Humboldt                             | Archeologische vindplaats rond de voormalige Wiyot nederzetting Tolowot op Indian Island in de Humboldt Bay. Het "Gunther Pattern" werd op basis van de vondsten op Indian Island ontdekt. Het was ook de locatie van de moordpartij op de Wiyot in 1860. |
| Hale Solar Laboratory                                              |      | 20 december 1989  | Pasadena                                               | Los Angeles                          | Laboratorium van George Hale, uitvinder van de spectroheliograaf, waarmee hij zijn astronomische ontdekkingen deed. |
| Hanna–Honeycomb House                                              |      | 29 juni 1989      | Palo Alto                                              | Santa Clara                          | Frank Lloyd Wrights eerste bouwwerk in de San Francisco Bay Area, gelegen op de campus van de Stanford-universiteit. |
| Harada House                                                       |      | 14 december 1990  | Riverside                                              | Riverside                            | Eigendom dat betrokken was in een rechtszaak in de periode 1916-1918 waarin de grondwettelijkheid van de Alien Land Law van 1913 werd betwist. De rechtszaak bevestigde het recht van de Amerikaans-geboren kinderen van Jukichi Harada, een Japanse immigrant, om het huis te bezitten. |
| Hearst San Simeon Estate (Hearst Castle)                           |      | 11 mei 1976       | San Simeon 35° 41' 7" NB, 121° 10' 4" WL               | San Luis Obispo                      | Reusachtig verblijf van de krantenmagnaat William Randolph Hearst. Sinds 1932 is het bouwwerk erkend als het Hearst San Simeon State Historical Monument. Tegenwoordig is het "kasteel" een populaire toeristische attractie. |
| Hercules (sleepboot)                                               |      | 17 januari 1986   | San Francisco                                          | San Francisco                        | Stoomsleepboot uit 1907 die nu dienstdoet als museumschip in het San Francisco Maritime National Historical Park. |
| Lou Henry and Herbert Hoover House                                 |      | 4 februari 1985   | Palo Alto                                              | Santa Clara                          | Lou Henry Hoover, echtgenote van president Herbert Hoover, ontwierp dit huis. Het huis was voltooid in 1920 en het koppel woonde er voor en na Herbert Hoovers presidentschap. Tegenwoordig is het Hoover House de ambtswoning van de president van Stanford University. |
| USS Hornet (CV-12)                                                 |      | 4 december 1991   | Alameda                                                | Alameda                              | Vliegdekschip van de Essexklasse die in 1943 in gebruik werd genomen. Het schip speelde een rol in de Tweede Wereldoorlog (in de Stille Oceaan) en de Vietnamoorlog. De Hornet was bovendien het schip dat de astronauten van Apollo 11 oppikte na hun terugkomst van de Maan. |
| Hotel del Coronado                                                 |      | 5 mei 1977        | Coronado 32° 40' 51" NB, 117° 10' 42" WL               | San Diego                            | Het grootste strandresort aan de Stille Oceaankust van Noord-Amerika en een uitzonderlijk voorbeeld van de Victoriaanse architectuur. Het hotel is een symbool voor de stad San Diego. |
| Edwin Hubble House                                                 |      | 8 december 1976   | San Marino                                             | Los Angeles                          | Woning van de astronoom Edwin Hubble van 1925 tot aan zijn dood in 1953. |
| SS Jeremiah O'Brien                                                |      | 14 januari 1986   | San Francisco 37° 48' 40" NB, 122° 25' 5" WL           | San Francisco                        | Een van de twee overgebleven Liberty-schepen en een zeldzame restant van de 6939 schepen tellende vloot die Normandië in 1944 bestormde. |
| Knights Ferry Bridge                                               |      | 16 oktober 2012   | Knights Ferry                                          | Stanislaus                           | Een uitzonderlijk voorbeeld van een 19e-eeuwse overdekte brug en van de houten vakwerkbrug van het type Howe. Het is de langste nog bestaande overdekte brug ten westen van de Mississippi. De brug behoort tevens tot het Knights Ferry Historic District. |
| La Purísima Concepción-missie                                      |      | 15 april 1970     | Lompoc                                                 | Santa Barbara                        | Franciscaanse missie opgericht in 1787 en het enige voorbeeld van een volledig missiecomplex in Californië. De missie is niet langer in het bezit van de Rooms-Katholieke Kerk en maakt nu deel uit van het La Purísima Mission State Historic Park. |
| Lake Merritt Wild Duck Refuge                                      |      | 23 mei 1963       | Oakland                                                | Alameda                              | Het eerste officiële wildreservaat in de Verenigde Staten, als dusdanig erkend in 1870. Nu bekend als het Lake Merritt-park. |
| SS Lane Victory                                                    |      | 14 december 1990  | San Pedro                                              | Los Angeles                          | Een zeldzaam voorbeeld van een Victory-schip dat nu als museumschip dient. Drie dagen op het jaar vaart het schip met bezoekers naar Catalina Island. |
| Larkin House                                                       |      | 19 december 1960  | Monterey                                               | Monterey                             | Huis dat deel uitmaakt van het Monterey Old Town National Historic Landmark District. Het is opgetrokken in een stijl die Spaanse bouwtechnieken combineert met New Englandse eigenschappen en ligt als dusdanig aan de basis van de Monterey Colonial-stijl. |
| Las Flores Estancia                                                |      | 24 november 1968  | Camp Pendleton                                         | San Diego                            | Een ranchersmissiepost op de weg tussen twee hoofdmissies. Tegenwoordig maakt de missiepost deel uit van een scoutingkamp op het terrein van Camp Pendleton (een grote basis van het Marine Corps), nabij Interstate 5. |
| LeConte Memorial Lodge                                             |      | 28 mei 1987       | Yosemite National Park 37° 44' 24" NB, 119° 34' 46" WL | Mariposa                             | Lodge gebouwd in 1903 door de Sierra Club ter nagedachtenis van Joseph LeConte, een van de oprichters. De rustieke lodge diende als het eerste bezoekerscentrum van Yosemite. Tegenwoordig is het een museum en bibliotheek van de Sierra Club. |
| Lichtschip Relief (WAL-605)                                        |      | 20 december 1989  | Oakland                                                | Alameda                              | Een lichtschip dat nu als museum dient. |
| Little Tokyo Historic District                                     |      | 12 juni 1995      | Los Angeles                                            | Los Angeles                          | Een etnisch Japans-Amerikaanse wijk in Downtown Los Angeles en een van de drie officiële Japantowns in de Verenigde Staten. |
| Locke Historic District                                            |      | 14 december 1990  | Locke                                                  | Sacramento                           | Het grootste nog bestaande voorbeeld van een historische, landelijke Chinees-Amerikaanse gemeenschap (uit 1915). |
| Jack London Ranch                                                  |      | 29 december 1962  | Glen Ellen 38° 21' 17" NB, 122° 32' 49" WL             | Sonoma                               | Woning van de Amerikaanse schrijver Jack London van 1905 tot aan zijn dood in 1916. De site, met daarop twee huizen en de graven van Jack London en zijn vrouw, vormen samen het Jack London State Historic Park. |
| Los Alamos Ranch House                                             |      | 15 april 1970     | Los Alamos                                             | Santa Barbara                        | Uitstekend voorbeeld van een adobe ranchhuis in Mexicaanse stijl. Het huis bevindt zich nabij de historisch Camino Real en werd vroeger gebruikt als een tussenstop op de route tussen Santa Barbara en Monterey. |
| Los Angeles Memorial Coliseum                                      |      | 27 juli 1984      | Los Angeles 34° 0' 51" NB, 118° 17' 16" WL             | Los Angeles                          | Het enige sportstadion waar de Olympische Zomerspelen (in 1932 en 1984), de World Series (in 1959) en de Super Bowl (in 1967 en 1973) zijn gehouden. |
| Los Cerritos Ranch House                                           |      | 15 april 1970     | Long Beach                                             | Los Angeles                          | Grootste adobe woning uit de Mexicaanse periode in Zuid-Californië. |
| Lower Klamath National Wildlife Refuge                             |      | 12 januari 1965   | Dorris (CA) en Klamath Falls (OR)                      | Siskiyou (CA) en Klamath County (OR) | Beschermd wildreservaat dat in 1908 werd opgericht. Het was het eerste grote stuk publiek land dat met het oog op natuurbescherming opzij werd gezet. Het reservaat ligt deels in de buurstaat Oregon. |
| Manzanar War Relocation Center                                     |      | 4 februari 1985   | Independence 36° 43' 42" NB, 118° 8' 58" WL            | Inyo                                 | Het bekendste interneringskamp voor Japanse Amerikanen tijdens de Tweede Wereldoorlog. Er werden zo'n 11.070 Japanse Amerikanen gevangen gehouden. |
| Mare Island Naval Shipyard                                         |      | 15 mei 1975       | Vallejo                                                | Solano                               | De eerste Amerikaanse marinebasis aan de westkust. Tijdens de Tweede Wereldoorlog werd de zeemacht er opgebouwd en ondersteund en werden er kernonderzeeërs gebouwd. De basis sloot in 1996 en sindsdien worden de terreinen en gebouwen door verschillende overheidsinstanties en bedrijven gebruikt. |
| Marin County Civic Center                                          |      | 17 juli 1991      | San Rafael 37° 59' 51" NB, 122° 31' 49" WL             | Marin                                | Laatste groote opdracht van Frank Lloyd Wright. Door de opvallende architectuur is het bouwwerk meermaals in films gebruikt. In de jaren 70 was het gebouw tweemaal het slachtoffer van geweldpleging. |
| Mendocino Woodlands Recreational Demonstration Area                |      | 25 september 1997 | Mendocino                                              | Mendocino                            | Kampeerterrein dat tot stand kwam door het Recreational Demonstration Area-programma van de NPS en in de jaren 30 gebouwd werd door het Civilian Conservation Corps. Het kampeerterrein is sindsdien, als enige, onafgebroken in gebruik geweest. Tegenwoordig is het gebied aangeduid als het Mendocino Woodlands State Park. |
| Mission Beach Roller Coaster (Giant Dipper)                        |      | 27 februari 1987  | San Diego                                              | San Diego                            | Een van de tweede resterende houten rollercoasters aan de westkust. De Mission Beach Roller Coaster werd in 1925 door Prior en Church gebouwd. De achtbaan sloot in 1976 en ging daarna afgebroken worden, maar werd gered en gerestaureerd. De achtbaan is nog steeds in dienst als de centrale attractie van het Belmont Park. |
| Mission Inn                                                        |      | 5 mei 1977        | Riverside 33° 58' 60" NB, 117° 22' 22" WL              | Riverside                            | Door voortdurende uitbreidingen is de Mission Inn het grootste hotel in Mission Revival-stijl geworden. Naast hotelkamers zijn er in het eclectische bouwwerk winkels, een kapel en een museum. |
| San Miguel Arcángel-missie                                         |      | 20 maart 2006     | San Miguel                                             | San Luis Obispo                      | De zestiende Spaanse missie in Californië is goed bewaard en is nog steeds in gebruik. Er zijn muurschilderingen van Esteban Munras. |
| Santa Inés-missie                                                  |      | 20 januari 1999   | Solvang                                                | Santa Barbara                        | De negentiende missie van Californië. In 1824 vond er een indianenopstand plaats. De missie werd vanaf de jaren 1940 gerestaureerd en is tegenwoordig een actieve parochiekerk. |
| Modjeska House                                                     |      | 14 december 1990  | Modjeska Canyon                                        | Orange                               | Woning van Helena Modjeska, de Poolse patriotte en Shakespeare-actrice, van 1888 tot 1906. Het huis werd door Stanford White ontworpen. |
| Monterey Old Town Historic District                                |      | 15 april 1970     | Monterey                                               | Monterey                             | Historisch district dat ook erkend is als State Historic Park. Het bevat onder andere het Old Customhouse, de plaats waar de vlag van de Verenigde Staten voor het eerst boven Californië wapperde. Het district omvat ook het als NHL erkende Larkin House. |
| John Muir House                                                    |      | 29 december 1962  | Martinez 37° 59' 29" NB, 122° 7' 53" WL                | Contra Costa                         | De natuurbeschermer John Muir woonde hier van 1890 tot aan zijn dood in 1914 - de periode waarin hij enkele van zijn belangrijkste verwezenlijkingen deed, zoals het oprichten van de Sierra Club en de basis leggen voor de oprichting van de National Park Service. Het huis is toegankelijk voor bezoekers. |
| Richard and Dion Neutra VDL Research Houses and Studio             |      | 23 december 2016  | Los Angeles 34° 5' 54" NB, 118° 15' 38" WL             | Los Angeles                          | Woning van architect Richard Neutra, ontworpen door zichzelf en zijn zoon Dion Neutra. Het huis hoort sinds 1980 toe aan de California State Polytechnic University - Pomona. |
| New Almaden                                                        |      | 4 juli 1961       | San Jose                                               | Santa Clara                          | New Almaden (of Senador) is een van de oudste en meest productieve kwikzilvermijnen in de VS. De mijn speelde een cruciale rol in de bevoorrading voor de Californische goldrush. Nu maakt de mijn deel uit van het Almaden Quicksilver County Park. |
| Geboortehuis van Richard Nixon                                     |      | 31 mei 1973       | Yorba Linda 33° 53' 22" NB, 117° 49' 5" WL             | Orange                               | De geboorte- en woonplaats van president Richard Nixon van 1913 tot 1922. Tegenwoordig maakt het deel uit van het Richard Nixon Presidential Library and Museum. |
| Frank Norris Cabin                                                 |      | 29 december 1962  | Gilroy                                                 | Santa Clara                          | Verblijfplaats van de Amerikaanse naturalistische schrijver Frank Norris tijdens de laatste jaren van zijn leven. |
| Nuestra Señora Reina de la Paz (Cesar E. Chavez National Monument) |      | 8 oktober 2012    | Keene 35° 13' 27" NB, 118° 33' 33" WL                  | Kern                                 | In 1970 werd dit voormalig sanatorium de hoofdzetel van de United Farm Workers of America en in 1971 kwam vakbondsleider César Chávez er wonen. Chávez leefde er tot zijn dood in 1993 en ligt er begraven. Sinds 8 oktober 2012 is "La Paz" zowel een NHL als een nationaal monument. |
| Oak Grove Butterfield Stage Station                                |      | 5 november 1961   | Warner Springs                                         | San Diego                            | De enige nog bestaande halte op de Butterfield Overland Mail-postkoetsroute. De nabijgelegen Warner's Ranch, eveneens een NHL, maakte ook deel uit van die route. |
| Old Customhouse                                                    |      | 19 december 1960  | Monterey                                               | Monterey                             | Adobe bouwwerk uit 1827 en het oudste openbare gebouw in Californië. Toen de Amerikaanse vlag hier voor het eerst werd gehesen, werd Californië een deel van de Verenigde Staten. Het tolhuis maakt tegenwoordig deel uit van het als NHLD erkende Monterey State Historic Park. |
| Old Mission Dam                                                    |      | 21 mei 1963       | San Diego                                              | San Diego                            | Dam die de San Diego de Alcalá-missie, zo'n vijf mijl verderop, van water voorzag voor molens en irrigatie. Het was het eerste grote irrigatieproject aan westkust. De dam maakt nu deel uit van het Mission Trails Regional Park. |
| Old Sacramento Historic District                                   |      | 12 januari 1965   | Sacramento                                             | Sacramento                           | Historische buurt die na de Californische goldrush tot stand kwam. Het district omvat onder andere de Pony Express Terminal en het Big Four House, beide beschermd als National Historic Landmarks. |
| Old Scripps Building                                               |      | 20 mei 1982       | La Jolla                                               | San Diego                            | Het oudste bouwwerk van het Scripps Institution of Oceanography, het oudste oceanografisch instituut in de Verenigde Staten. Het instituut lag aan de basis van de huidige Universiteit van Californië - San Diego. |
| Old United States Mint                                             |      | 4 juli 1961       | San Francisco                                          | San Francisco                        | In 1874 werd dit bouwwerk voor de United States Mint-afdeling in San Francisco gebouwd. Het gebouw, bijgenaamd "The Granite Lady", heeft als een van de weinige de aardbeving van 1906 overleefd. In de nabije toekomst zal het gebouw in gebruik worden genomen voor het stadsmuseum van San Francisco. |
| Our Lady of Guadalupe Mission Chapel (McDonnell Hall)              |      | 23 december 2016  | San Jose 37° 21' 9" NB, 121° 50' 41" WL                | Santa Clara                          | Parochiezaal die eerder dienstdeed als parochiekerk. César Chávez begon hier zijn werk als mensenrechtenactivist en vakbondsleider. |
| USS Pampanito (duikboot)                                           |      | 14 januari 1986   | San Francisco                                          | San Francisco                        | Onderzeeboot van de klasse Balao die in de Tweede Wereldoorlog diende. Tegenwoordig is de Pampanito een museumschip in het bezit van de San Francisco Maritime National Park Association . |
| Paramount Theatre                                                  |      | 5 mei 1977        | Oakland                                                | Alameda                              | Toen het bouwwerk in 1931 voltooid werd, was het de grootste bioscoop aan de Amerikaanse westkust. Zowel de indrukwekkende gevel als het rijke interieur zijn in opvallende art-decostijl ontworpen. |
| Parsons Memorial Lodge                                             |      | 28 mei 1987       | Yosemite National Park 37° 52' 42" NB, 119° 22' 3" WL  | Tuolumne                             | Klein maar solide stenen bouwwerk dat in 1915 door de Sierra Club gebouwd werd. Het was het een van de eerste stenen gebouwen in een Amerikaans nationaal park. Het ontwerp toont invloeden van de Bay Area-architectuur van Bernard Maybeck alsook elementen van de National Park Rustic-stijl. |
| Petaluma Adobe                                                     |      | 15 april 1970     | Petaluma                                               | Sonoma                               | Grootste voorbeeld van de Monterey Colonial-architectuur in de VS. Het adobe bouwwerk was het ranchhuis van generaal Mariano Guadalupe Vallejo, commandant van Sonoma. Tegenwoordig is het de centrale bezienswaardigheid in het Petaluma Adobe State Historic Park. |
| Pioneer Deep Space Station                                         |      | 3 oktober 1985    | Fort Irwin 35° 25' 33" NB, 116° 53' 23" WL             | San Bernardino                       | Het Deep Space Network van de NASA, waarmee men onbemande ruimtevaartuigen in de ruimte volgt, begon toen men deze radiotelescoop in 1958 in gebruik nam. |
| Point Reyes Lifeboat Station                                       |      | 20 december 1989  | Point Reyes 37° 59' 39" NB, 122° 58' 25" WL            | Marin                                | Laatste nog bestaande station van waar de United States Life-Saving Service reddingsboten op zee stuurde. Het maakt deel uit van de Point Reyes National Seashore. |
| Pony Express Terminal                                              |      | 4 juli 1961       | Sacramento                                             | Sacramento                           | Westelijke terminus van de Pony Express. Dit bankgebouw, dat ook bekendstaat als het B. F. Hastings Bank Building, was tevens de plaats waar het Californische Hooggerechtshof voor het eerst samenkwam. Het gebouw ligt in het als NHLD erkende Old Sacramento State Historic Park. |
| USS Potomac (presidentiële jacht)                                  |      | 14 december 1990  | Oakland                                                | Alameda                              | De presidentiële jacht van Franklin Delano Roosevelt van 1936 tot aan zijn dood in 1945. Het is een van de drie overblijvende presidentiële jachten. Tegenwoordig is de Potomac, die oorspronkelijk USCGC Electra heette, een museumschip. |
| Presidio van San Francisco                                         |      | 13 juni 1962      | San Francisco 37° 47' 45" NB, 122° 27' 15" WL          | San Francisco                        | Het presidio was van 1776 tot 1995 een versterkte militaire basis, eerst van de Spanjaarden, vervolgens van de Mexicanen en uiteindelijk van de Amerikanen. Het maakt nu deel uit van de Golden Gate NRA en wordt het beheerd door de National Park Service en het Presidio Trust. Het park, dat financieel zelfvoorzienend is, omvat zowel openbare als commerciële ruimte. |
| Ralph J. Scott (blusboot)                                          |      | 30 juni 1989      | San Pedro                                              | Los Angeles                          | Blusboot van het Los Angeles Fire Department die in dienst was van 1925 tot 2003. De boot bevindt zich nu nabij het Los Angeles Maritime Museum. |
| Ralston Hall (William C. Ralston House)                            |      | 13 november 1966  | Belmont                                                | San Mateo                            | Het huis van William Chapman Ralston, een zakenman uit San Francisco en de oprichter van de Bank van Californië. Ralston financierde eveneens de Comstock Lode. Tegenwoordig staat de woning op de campus van de katholieke Notre Dame de Namur University. |
| Rancho Camulos (Home of Ramona)                                    |      | 16 februari 2000  | Piru                                                   | Ventura                              | Woonplaats van Ygnacio del Valle, een Zuid-Californisch politicus. De ranch stond ook bekend als het 'huis van Ramona' omdat men geloofde dat Helen Hunt Jacksons populaire en invloedrijke roman Ramona zich hier afspeelde. Nu is de ranch een museum. |
| Rangers' Club                                                      |      | 28 mei 1987       | Yosemite National Park 37° 44' 50" NB, 119° 35' 12" WL | Mariposa                             | Stephen Mather, de welgestelde eerste directeur van de National Park Service, schonk dit gebouw aan het nationaal park om er de nieuwe rangers onder te brengen. De rustieke bouwstijl inspireerde veel andere bouwwerken in de nationale parken. |
| Rogers Dry Lake                                                    |      | 3 oktober 1985    | Edwards Air Force Base                                 | Kern en San Bernardino               | Endoreïsche zoutpan in de Mojavewoestijn met 's werelds grootste kompasroos en 's werelds langste startbaan. |
| Kamer 307 in Gilman Hall                                           |      | 21 december 1965  | Berkeley                                               | Alameda                              | Scheikundige en kernfysicus Glenn Seaborg en zijn collega's identificeerden op 23 februari 1941 in deze ruimte van de Universiteit van Californië - Berkeley plutonium als een nieuw element. |
| Rose Bowl                                                          |      | 27 februari 1987  | Pasadena 34° 9' 41" NB, 118° 10' 3" WL                 | Los Angeles                          | Thuisbasis van de Americanfootballclub UCLA Bruins. De jaarlijkse Rose Bowl Game vindt hier eveneens plaats. Daarnaast werden er verschillende sportevenementen van de Olympische Spelen van 1983 en 1984 gehouden. |
| Royal Presidio Chapel (Kathedraal van San Carlos Borromeo)         |      | 9 oktober 1960    | Monterey 36° 35' 44" NB, 121° 53' 26" WL               | Monterey                             | Oudste onafgebroken actieve parochie en oudste stenen bouwwerk van Californië. Het is de kleinste kathedraal in de VS en een van de twee oudste kathedralen in het land. Daarnaast is het de enige bestaande presidiokathedraal in Californië en het enige oorspronkelijke gebouw in het Presidio van Monterey. |
| San Diego Mission Church                                           |      | 15 april 1970     | San Diego 32° 47' 4" NB, 117° 6' 23" WL                | San Diego                            | De missie van San Diego was de eerste Spaanse missie in Alta California en het begin van El Camino Real. De missie bevond zich oorspronkelijk in het Presidio van San Diego maar verhuisde later naar een locatie een paar mijl verderop. De Old Mission Dam, die de missie van water voorzag, is eveneens aangewezen als NHL. |
| Presidio van San Diego                                             |      | 9 oktober 1960    | San Diego 32° 45' 31" NB, 117° 11' 36" WL              | San Diego                            | Eerste versterkte presidiofort van Californië. Samen met de San Diego de Alcalá-missie maakte het presidio de weg vrij voor de Spaanse kolonisatie van Alta California. Van het presidio bestaan nu alleen nog ruïnes, die tegenwoordig deel uitmaken van het Presidio Park. |
| San Francisco Bay Discovery Site                                   |      | 23 mei 1968       | San Bruno                                              | San Mateo                            | Op 4 november 1769 bereikte de expeditie van de Spaanse ontdekkingsreiziger Gaspar de Portolà de top van het 370 meter hoge Sweeney Ridge, vanwaar de Portolà de Baai van San Francisco zag. De locatie behoort tot de Golden Gate National Recreation Area. |
| Kabeltram van San Francisco                                        |      | 29 januari 1964   | San Francisco 37° 47' 5" NB, 122° 24' 28" WL           | San Francisco                        | De kabeltrams vormen een iconisch element in het stadsbeeld van San Francisco. Het is het enige nog bestaande, functionerende en manueel bestuurde kabeltramsysteem ter wereld. |
| Civic Center (San Francisco)                                       |      | 27 februari 1987  | San Francisco                                          | San Francisco                        | Historisch district waar veel gebouwen in beaux-artsstijl staan. Hier werd het Handvest van de Verenigde Naties ondertekend, alsook het vredesverdrag met Japan na de Tweede Wereldoorlog. Bij de bouwwerken in het district zijn het stadhuis, het War Memorial Opera House, de San Francisco Public Library en het Earl Warren Building. |
| San Francisco Port of Embarkation, US Army (Fort Mason)            |      | 4 februari 1985   | San Francisco                                          | San Francisco                        | Fort uit de Amerikaanse Burgeroorlog dat het transportcentrum van de VS in de Stille Oceaan werd tijdens de Eerste en Tweede Wereldoorlog. Tijdens die laatste oorlog passeerden er meer dan 1,6 miljoen passagiers en zo'n 24 miljoen ton cargo. Nu maakt Fort Mason deel uit van de Golden Gate NRA. |
| San Juan Bautista Plaza Historic District                          |      | 15 april 1970     | San Juan Bautista                                      | San Benito                           | Uitzonderlijk voorbeeld van het grondplan van een Spaans-Mexicaanse koloniale buurt, opgebouwd rond een centrale plaza en een missiekerk. Het district omvat het Jose Castro House en de San Juan Bautista-missie. De plaats komt prominent in beeld in Hitchcocks thriller Vertigo. |
| Missiekerk van San Luis Rey de Francia                             |      | 15 april 1970     | Oceanside                                              | San Diego                            | De San Luis Rey de Francia-missie werd in 1798 opgericht als de achttiende missie in Californië. De huidige missiekerk, in opmerkelijke Spaans-koloniale en Moorse stijl, is de derde kerk op die plaats. |
| Santa Barbara County Courthouse                                    |      | 5 april 2005      | Santa Barbara 34° 25' 28" NB, 119° 42' 9" WL           | Santa Barbara                        | Het gerechtsgebouw uit 1929 staat bekend om zijn verfijnde Spanish Colonial Revival-architectuur. De stijl van het County Courthouse inspireerde verschillende architecten en ontwerpers en werd aangenomen als de officieuze bouwstijl voor openbare bouwwerken in Santa Barbara. |
| Santa Barbara-missie                                               |      | 4 februari 1960   | Santa Barbara 34° 26' 18" NB, 119° 42' 47" WL          | Santa Barbara                        | De enige Spaanse missiepost in Californië die sinds de oprichting steeds onder de leiding van de franciscanen heeft gestaan. Santa Barbara werd opgericht als de tiende missie van Alta California. |
| Santa Cruz Looff Carousel and Roller Coaster                       |      | 27 februari 1987  | Santa Cruz                                             | Santa Cruz                           | Omvat een draaimolen uit 1911, gemaakt door de familie Looff, alsook de Giant Dipper uit 1924, de oudste houten achtbaan aan de westkust. De familie Looff was een van de eerste belangrijke fabrikanten van draaimolens. |
| Santa Monica Looff Hippodrome                                      |      | 27 februari 1987  | Santa Monica                                           | Los Angeles                          | Charles I. D. Looff en zijn zoon Arthur bouwden dit bouwwerk om er een van hun draaimolens in onder te brengen. Hoewel er nu een andere draaimolen in staat, is het gebouw van belang als zeldzame restant van wat ooit een groot amusementscomplex was. |
| Upton Sinclair House                                               |      | 11 november 1971  | Monrovia                                               | Los Angeles                          | De Amerikaanse romancier Upton Sinclair woonde hier tussen 1942 en 1966 en schreef er het merendeel van zijn latere werk. Sinclair was behalve een veelschrijver ook een politiek activist en meervoudig politiek kandidaat voor de Socialistische en Democratische Partij. |
| Sonoma Plaza                                                       |      | 19 december 1960  | Sonoma                                                 | Sonoma                               | Plaats waar de Bear Flag Revolt van 1846 plaatsvond, een gebeurtenis die aanleiding gaf tot de Mexicaans-Amerikaanse Oorlog. Het is de grootste plaza (stadsplein) van Californië en het wordt omringd door historische bouwwerken, waaronder het Presidio van Sonoma en de San Francisco de Solano-missie. |
| Space Flight Operations Facility                                   |      | 3 oktober 1985    | Pasadena                                               | Los Angeles                          | Controlekamer van het Jet Propulsion Laboratory, van waaruit de NASA sinds 1963 bijna al haar ruimtemissies begeleidt. |
| Space Launch Complex 10                                            |      | 23 juni 1986      | Vandenberg Air Force Base                              | Santa Barbara                        | Hier werden van 1963 tot 1980 ruimtemissies gelanceerd; daarvoor werden er raketwapens getest. Nu is de site een van de weinige plaatsen met goed bewaarde ruimtevaartfaciliteiten uit die periode. |
| Leland Stanford House                                              |      | 28 mei 1987       | Sacramento                                             | Sacramento                           | Woonplaats van Leland Stanford, gouverneur van Californië (1862-1863) en senator (1885-1893). Stanford was een spoorwegmagnaat en lid van de Big Four, de ondernemers achter de Central Pacific Railroad. Samen met zijn echtgenote richtte hij de nu befaamde Stanford-universiteit op. |
| Star of India                                                      |      | 13 november 1966  | San Diego                                              | San Diego                            | Een zeewaardig museumschip in het San Diego Maritime Museum. De Star of India is het oudste nog zeewaardige koopvaardijschip met een ijzeren scheepsromp ter wereld. |
| Steedman Estate (Casa del Herrero)                                 |      | 16 januari 2009   | Montecito 34° 26' 10" NB, 119° 38' 12" WL              | Santa Barbara                        | Landgoed van zo'n 45.000 m² met een villa ontworpen door George Washington Smith in de door hem gepopulariseerde Spanish Colonial Revival-stijl. |
| Sutter's Fort                                                      |      | 20 januari 1961   | Sacramento 38° 34' 21" NB, 121° 28' 16" WL             | Sacramento                           | Een 19e-eeuwse handel- en landbouwkolonie. De plek wordt geassocieerd met de geschiedenis van de Donner Party, de Californische goldrush en de stichting van Sacramento. Het is nu een staatspark. |
| Swedenborgiaanse Kerk                                              |      | 18 augustus 2004  | San Francisco                                          | San Francisco                        | Een van de vroegste en zuiverste voorbeelden van de arts-and-craftsstijl in Californië. Deze Swedenborgiaanse kerk is nog steeds actief. Het bouwwerk is quasi onveranderd. |
| Tao House                                                          |      | 17 juli 1971      | Danville                                               | Contra Costa                         | Eugene O'Neill, de enige Amerikaanse toneelschrijver die een Nobelprijs won, leefde hier van 1937 tot 1944. Hij schreef er zijn bekendste stukken: The Iceman Cometh, Long Day's Journey Into Night en A Moon for the Misbegotten. Het huis wordt beschermd als de Eugene O'Neill National Historic Site. |
| The Forty Acres                                                    |      | 6 oktober 2008    | Delano                                                 | Kern                                 | Het oorspronkelijke hoofdkwartier van de United Farm Workers, de eerste vaste landbouwvakbond van de VS. |
| Tule Lake Segregation Center                                       |      | 17 februari 2006  | Newell                                                 | Modoc                                | Het grootste en sterkst beveiligde interneringskamp voor Japanse Amerikanen, dat bovendien het langst openbleef, tot in 1946. Pelgrimstochten en activisme vanaf de jaren 70 leidden tot de Civil Liberties Act van 1988. In december 2008 werd Tule Lake een van de negen eenheden van het World War II Valor in the Pacific National Monument. |
| Twenty-Five-Foot Space Simulator                                   |      | 3 oktober 1985    | Pasadena                                               | Los Angeles                          | Een 26 meter hoge cilinder van roestvast staal in het Jet Propulsion Laboratory die gebruikt wordt om ruimtevaartuigen te testen in een ruimteachtige omgeving. Ruimtevaartuigen van de programma's Ranger, Surveyor, Mariner en Voyager werden hier allemaal getest. |
| Unitary Plan Wind Tunnel                                           |      | 3 oktober 1985    | Moffett Field                                          | Santa Clara                          | Een windtunnel uit de jaren 50 waar zowel commerciële als militaire luchtvaartuigen, alsook de Spaceshuttle getest zijn op aerdynamica. |
| United States Immigration Station op Angel Island                  |      | 9 december 1997   | Tiburon                                                | Marin                                | Op Angel Island, het "Ellis Island van het westen", kwamen tussen 1910 en 1940 meer dan 1 miljoen Aziatische immigranten toe in de Verenigde Staten. De site maakt tegenwoordig deel uit van het Angel Island State Park. |
| U.S. Post Office and Court House (Los Angeles)                     |      | 16 oktober 2012   | Los Angeles                                            | Los Angeles                          | Gerechtsgebouw en postkantoor, in 1940 gebouwd in Moderne-stijl, dat sinds 1966 uitsluitend dienstdoet als federaal gerechtshof. Er werden een aantal rechtszaken in de strijd voor burgerrechten gehouden, waaronder de zaak Mendez v. Westminster uit 1946 waarin raciale segregatie in scholen ongrondwettelijk werd bevonden. |
| U.S. Post Office and Court House (San Francisco)                   |      | 16 oktober 2012   | San Francisco                                          | San Francisco                        | Gerechtshof en voormalig postkantoor in uit 1905, dat zowel de aardbeving van 1906 als die van 1989 overleefde, hoewel die laatste zware schade toebracht. Het gebouw, in beaux-artsstijl, heropende in 1996 en heet nu officieel het James R. Browning U.S. Court of Appeals Building. |
| Walker Pass                                                        |      | 4 juli 1961       | Onyx 35° 39' 47" NB, 118° 1' 37" WL                    | Kern                                 | Bergpas die Joseph R. Walker in 1834 op de kaart zette nadat hij hem van de inheemse bevolking had leren kennen. In 1846 leidde hij de eerste reeks immigranten met huifkarren over de pas. Walker Pass speelde zo een cruciale rol in de kolonisatie van Californië. |
| Warner's Ranch                                                     |      | 20 januari 1961   | Warner Springs                                         | San Diego                            | Een ranch die, samen met het nabijgelegen Oak Grove, uitgroeide tot een stopplaats op de Butterfield Overland Mail-route. Warner's Ranch was de enige handelspost tussen New Mexico en Los Angeles. Tot 2012 was Warner Springs een resortbestemming met warmwaterbronnen. |
| Watts Towers                                                       |      | 14 december 1990  | Los Angeles 33° 56' 19" NB, 118° 14' 28" WL            | Los Angeles                          | Verzameling van 17 met elkaar verbonden sculpturale torens gebouwd door Simon Rodia. Ze vormen een uitstekend voorbeeld van niet-traditionele vernaculaire architectuur en Amerikaanse naïeve kunst. |
| Wawona Hotel en de Thomas Hill Studio                              |      | 28 mei 1987       | Yosemite National Park 37° 32' 13" NB, 119° 39' 18" WL | Mariposa                             | Klassiek Victoriaans hotel dat in 1876 gebouwd werd voor toeristen die de Mariposa Grove kwamen bezoeken. De schilder Thomas Hill van de Hudson River School verbleef en schilderde er op het einde van zijn leven. |
| Bron nr. 4 op het Pico Canyon Oilfield                             |      | 13 november 1966  | San Fernando                                           | Los Angeles                          | De eerste commercieel succesrijke oliebron van Californië en het begin van de Californische oliesector. De 115 meter diepe bron nr. 4 was actief van 1876 tot 1990. Het succes van de bron leidde tevens tot de opkomst van twee boomtowns, Newhall en Mentryville. |
| Yuma Crossing en gerelateerde sites                                |      | 13 november 1966  | Winterhaven (CA) en Yuma (AZ)                          | Imperial (CA) en Yuma County (AZ)    | Een belangrijk kruispunt in Alta California, alsook tijdens de westwaartse expansie van de Verenigde Staten. Er zijn verschillende archeologische en historische sites, die deels in Californië en deels in Arizona liggen. Fort Yuma is het meest aanmerkelijke onderdeel in Californië. |

## Voormalige monumenten
| Naam                                    | Foto | Datum                                | Plaats        | County        | Beschrijving |
| --------------------------------------- | ---- | ------------------------------------ | ------------- | ------------- | --- |
| City of Oakland (USS Hoga)              |      | 30 juni 1989 verplaatst in 2015      | Benicia       | Solano        | Deze sleepboot duwde de zinkende USS Nevada tijdens de aanval op Pearl Harbor uit een vaargeul, zodat die niet geblokkeerd raakte. In 2005 werd het schip overgedragen aan het Arkansas Inland Maritime Museum, maar de verhuizing werd uitgesteld en uiteindelijk kwam de USS Hoga pas op 23 november 2015 aan in North Little Rock (Arkansas). |
| First Pacific Coast Salmon Cannery Site |      | 1964 teruggetrokken in 2004          | Broderick     | Yolo          | De eerste conservenfabriek van zalm uit de Grote Oceaan, opgericht in 1864. Er blijft echter niets over van de oorspronkelijke faciliteiten. Overstromingen en de oprichting van een stadspark op de oude locatie van de fabriek zorgden ervoor dat men de aanwijzing als NHL in 2004 terugtrok.                                                 |
| Fort Ross Chapel                        |      | 1969 teruggetrokken in 1971          | Fort Ross     | Sonoma        | De kapel van Fort Ross was een zeldzaam voorbeeld van een Russische kerk die volgens een rechthoekig bouwplan en met boomstammen gebouwd was. Toen een brand het oorspronkelijke bouwwerk in 1970 vernield had, trok men de aanwijzing in. Tegenwoordig staat er een volledige reconstructie van de kerk.                                        |
| Rock Magnetics Laboratory               |      | 1994 teruggetrokken in 1999          | Menlo Park    | San Mateo     | Plaats waar Richard Doell, Allan V. Cox en Brent Dalrymple grote ontdekkingen deden in verband met de omkering van het aardmagnetisch veld en platentektoniek. Het lab (op de terreinen van de USGS in Menlo Park) bevond zich echter in een tijdelijk gebouw, dat in de late jaren 1990 gesloopt werd.                                          |
| Wapama (stoomboot)                      |      | 20 april 1984 teruggetrokken in 2015 | San Francisco | San Francisco | Houten, 62 meter lange schoener en de laatste restant van de zo'n 225 schepen in de houthandel van de westkust. Voor het schip in 2013 werd ontmanteld en in 2015 zijn NHL-status verloor, hoorde het bij het San Francisco Maritime National Historical Park.                                                                                   |

## Mogelijke erkenningen
| Naam                              | Foto | Datum                     | Plaats | County      | Beschrijving |
| --------------------------------- | ---- | ------------------------- | ------ | ----------- | --- |
| Saddle Rock Ranch Pictograph Site |      | geschikt bevonden in 1990 | Malibu | Los Angeles | Archeologische site op de terreinen van de voormalige Saddle Rock Ranch. Er is een abri met rotstekeningen van de Chumash-indianen. Er wordt aangenomen dat de afgebeelde ruiters de verkenners van Gaspar de Portolá voorstellen. |

National Historic Landmarks:   Ahwahnee Hotel · Alcatraz Island · Aline Barnsdall Complex · Alma · Angelus Temple · Aquatic Park Historic District · Asilomar Conference Grounds · Balboa Park · Balclutha · Baldwin Hills Village · Bank of Italy Building · Berkeley · Big Four House · Bodie Historic District · Borax Lake Site · Bradbury Building · Bron nr. 4 op het Pico Canyon Oilfield · C.A. Thayer · California Powder Works Bridge · Carmel Mission · Carrizo Plain Archeological District · Chicano Park · Civic Center (SF) · Coloma · Columbia Historic District · Commander's House (Fort Ross) · Coso Rock Art District · Donner Camp · Drakes Bay · Eames House · Edwin Hubble House · Elmshaven · Estudillo House · Eureka · First Church of Christ, Scientist · Folsom Powerhouse · Fort Ross · Frank Norris Cabin · Fresno Sanitary Landfill · Gamble House · Geboortehuis van Richard Nixon · Gunther Island Site 67 · Hale Solar Laboratory · Hanna–Honeycomb House · Harada House · Hearst San Simeon Estate · Hercules · Hotel del Coronado · Hubert H. Bancroft Ranch House · Jack London Ranch · James C. Flood Mansion · Joaquin Miller House · John Muir House · Richard and Dion Neutra VDL Research Houses and Studio · Jose Castro House · Juan de Anza House · Kabeltram van San Francisco · Kamer 307 in Gilman Hall · Knights Ferry Bridge · La Purísima Concepción-missie · Lake Merritt Wild Duck Refuge · Larkin House · Las Flores Estancia · LeConte Memorial Lodge · Leland Stanford House · Little Tokyo Historic District · Lou Henry and Herbert Hoover House · Locke Historic District · Los Alamos Ranch House · Los Angeles Memorial Coliseum · Los Cerritos Ranch House · Lower Klamath National Wildlife Refuge · Luther Burbank House and Garden · Manzanar War Relocation Center · Mare Island Naval Shipyard · Marin County Civic Center · Mendocino Woodlands Recreational Demonstration Area · Missiekerk van San Luis Rey de Francia · Mission Beach Roller Coaster · Mission Inn · Modjeska House · Monterey Old Town Historic District · New Almaden · Nuestra Señora Reina de la Paz · Oak Grove Butterfield Stage Station · Old Customhouse · Old Mission Dam · Old Sacramento Historic District · Old Scripps Building · Old United States Mint · Our Lady of Guadalupe Mission Chapel (McDonnell Hall) · Paramount Theatre · Parsons Memorial Lodge · Petaluma Adobe · Pioneer Deep Space Station · Point Reyes Lifeboat Station · Pony Express Terminal · Presidio van San Diego · Presidio van San Francisco · Rafael Gonzalez House · Ralph J. Scott · Ralston Hall · Rancho Camulos · Rancho Guajome Adobe · Rangers' Club · Relief (WAL-605) · Rogers Dry Lake · Rose Bowl · Royal Presidio Chapel · San Diego Mission Church · San Francisco Bay Discovery Site · San Francisco Port of Embarkation · San Juan Bautista Plaza Historic District · San Miguel Arcángel-missie · Santa Barbara County Courthouse · Santa Barbara-missie · Santa Cruz Looff Carousel and Roller Coaster · Santa Inés-missie · Santa Monica Looff Hippodrome · Sonoma Plaza · Space Flight Operations Facility · Space Launch Complex 10 · SS Jeremiah O'Brien · SS Lane Victory · Star of India · Steedman Estate · Sutter's Fort · Swedenborgiaanse Kerk (SF) · Tao House · The Forty Acres · Tule Lake Segregation Center · Twenty-Five-Foot Space Simulator · Unitary Plan Wind Tunnel · US Immigration Station of Angel Island · US Post Office and Court House (LA) · US Post Office and Court House (SF) · Upton Sinclair House · USCGC Fir · USS Hornet · USS Pampanito · USS Potomac · Walker Pass · Warner's Ranch · Watts Towers · Wawona Hotel en de Thomas Hill Studio · Yuma Crossing